# Día Nacional por el Derecho a la Identidad
El Día Nacional por el Derecho a la Identidad es una conmemoración argentina que cada 22 de octubre homenajea la creación de la Asociación Civil Abuelas de Plaza de Mayo fijada el 22 de octubre de 1977. Establecido por la Ley 26.001, que fue sancionada el 16 de diciembre de 2004, se reconoce la lucha emprendida por Abuelas de Plaza de Mayo en la búsqueda y recuperación de los niños secuestrados por la última dictadura cívico militar.

## Abuelas de Plaza de Mayo
La Asociación Civil Abuelas de Plaza de Mayo «es una organización no gubernamental creada en 1977 cuyo objetivo es localizar y restituir a sus legítimas familias todos los niños desaparecidos por la última dictadura argentina.» Debido a los encuentros sistemáticos en las marchas alrededor de la Pirámide de Mayo en Plaza de Mayo de un grupo de mujeres en la búsqueda individual de información sobre sus hijos y nietos desaparecidos, se estableció un grupo de doce abuelas que comenzaron a reunirse periódicamente para intercambiar información y establecer estrategias en la búsqueda de sus nietos y nietas. La conformación no contó con un acto formal ni una fecha precisa, de forma simbólica adoptaron como fecha de creación el 21 de octubre.
Luego adoptaron la fecha que atribuyeron a la primera vez que estuvieron juntas las doce integrantes como el 21 de octubre de 1977 cuando el secretario de Estado de los Estados Unidos, Cyrus Vance, visitó Argentina para reclamar por los desaparecidos y lograron entregarle una nota. La visita oficial de Cyrus Vance se realizó el 21 de noviembre de 1977 y lograron encontrarlo cuando depositó una ofrenda floral en la Plaza San Martín, por lo cual, ellas mismas aclaran que la fecha es simbólica y que se trató de «un desbarajuste de la memoria» que las llevó a confundir el día en que le entregaron sus notas a Cyrus Vance.
Las doce abuelas que se encontraban en ese acto y quienes iniciaron la Asociación fueron: Mirta Acuña de Baravalle, Beatriz H. C. Aicardi de Neuhaus, María Eugenia Casinelli de García Irureta Goyena, Eva Márquez de Castillo Barrios, María Isabel Chorobik de Mariani, Delia Giovanola de Califano, Clara Jurado, Leontina Puebla de Pérez, Raquel Radio de Marizcurrena, Vilma Delinda Sesarego de Gutiérrez, Haydee Vallino de Lemos y Alicia Zubasnabar de De la Cuadra.
Comenzó denominándose Abuelas Argentinas con Nietitos Desaparecidos hasta 1980 en que adoptaron el nombre por el cual ya se las identificaba y eran conocidas.
El 22 de octubre es la fecha de nacimiento de su presidenta desde 1989, Estela de Carloto.

## Ley 26.001
El 16 de diciembre de 2004 el Senado y la Cámara de Diputados sancionaron la Ley nacional 26.001 que establece como Día Nacional del Derecho a la Identidad el 22 de octubre de cada año para conmemorar la lucha emprendida por Abuelas de Plaza de Mayo. Además dispone la realización en esa fecha de una jornada educativa y de concientización en todos los niveles.
Fue promulgada el 5 de enero de 2005 y publicada en el Boletín Oficial número 30.565 del 7 de enero de 2005.

## Derecho a la Identidad
La misión de las Abuelas de Plaza de Mayo en localizar y restituir a sus legítimas familias a todos los niños y las niñas secuestrados y desaparecidos por la represión política que hubieran nacido entre 1976 y 1983 generó la propuesta de tres artículos sobre el derecho a la identidad en la Convención sobre los Derechos del Niño, que es un tratado internacional de las Naciones Unidas aprobado el 20 de noviembre de 1989. De los cincuenta y cuatro artículos que componen la Convención, las Naciones Unidas destacaron tres de los compromisos inspirados en la tarea de búsqueda, reparación y ampliación de derechos que desde 1977 realizaban las Abuelas. Por estas tres propuestas realizadas desde la Asociación Abuelas, es que se los conoce como «artículos argentinos».
Estos derechos se incluyen en: 

Artículo 7 1. El niño será inscripto inmediatamente después de su nacimiento y tendrá derecho desde que nace a un nombre, a adquirir una nacionalidad y, en la medida de lo posible, a conocer a sus padres y a ser cuidado por ellos. 2. Los Estados Partes velarán por la aplicación de estos derechos de conformidad con su legislación nacional y las obligaciones que hayan contraído en virtud de los instrumentos internacionales pertinentes en esta esfera, sobre todo cuando el niño resultara de otro modo apátrida. 

Artículo 8 1. Los Estados Partes se comprometen a respetar el derecho del niño a preservar su identidad, incluidos la nacionalidad, el nombre y las relaciones familiares de conformidad con la ley sin injerencias ilícitas. 2. Cuando un niño sea privado ilegalmente de algunos de los elementos de su identidad o de todos ellos, los Estados Partes deberán prestar la asistencia y protección apropiadas con miras a restablecer rápidamente su identidad. 

Artículo 11 1. Los Estados Partes adoptarán medidas para luchar contra los traslados ilícitos de niños al extranjero y la retención ilícita de niños en el extranjero. 2. Para este fin, los Estados Partes promoverán la concertación de acuerdos bilaterales o multilaterales o la adhesión a acuerdos existentes.

Asimismo estos artículos están reconocidos en la Ley 26.061 de Protección Integral de Derechos de Niños, Niñas y Adolescentes, sancionada el 28 de septiembre de 2005, que estableció la implementación de un Sistema de Protección Integral para la infancia y adolescencia.
En Argentina la Comisión Nacional por el Derecho a la Identidad, organismo dependiente de la Secretaría de Derechos Humanos, creada por la Ley 25.457, es responsable de garantizar el cumplimiento del derecho a la identidad y de los art. 7, 8 y 11 de la Convención Internacional por los Derechos del Niño.